# Lucas Gaday Orozco
Lucas Manuel Gaday Orozco (Luis Guillón, Província de Buenos Aires, 20 de febrer de 1993) és un ciclista argentí professional des del 2013. Actualment a l'equip Los Cascos Esco-Agroplan.

## Palmarès
- 2015
  - 1r al Gran Premi della Liberazione